# قو هونج (لاعبة هوكي الجليد)
قو هونج هي لاعبة هوكي الجليد صينية، ولدت في 1 مايو 1973 في هيلونغجيانغ في الصين.

## وصلات خارجية
- قو هونج على موقع EliteProspects.com (الإنجليزية)
- قو هونج على موقع Eurohockey.com (الإنجليزية)
- قو هونج على موقع أوليمبيديا (الإنجليزية)